# Perdita durangoensis
Perdita durangoensis är en biart som beskrevs av Timberlake 1960. Perdita durangoensis ingår i släktet Perdita och familjen grävbin. Inga underarter finns listade i Catalogue of Life.